# Marion Bay
Marion Bay är en ort i Australien. Den ligger i delstaten South Australia, omkring 150 kilometer väster om delstatshuvudstaden Adelaide. Antalet invånare är 137.
Trakten är glest befolkad. Det finns inga andra samhällen i närheten. 
Genomsnittlig årsnederbörd är 719 millimeter. Den regnigaste månaden är juni, med i genomsnitt 136 mm nederbörd, och den torraste är januari, med 20 mm nederbörd.